# Cineteatro de Mértola
O Cineteatro de Mértola, oficialmente denominado de Cineteatro Marques Duque, é um edifício histórico na vila de Mértola, na região do Alentejo, em Portugal. Foi inaugurado em 1917, no local de uma antiga igreja convertida em cantina escolar.

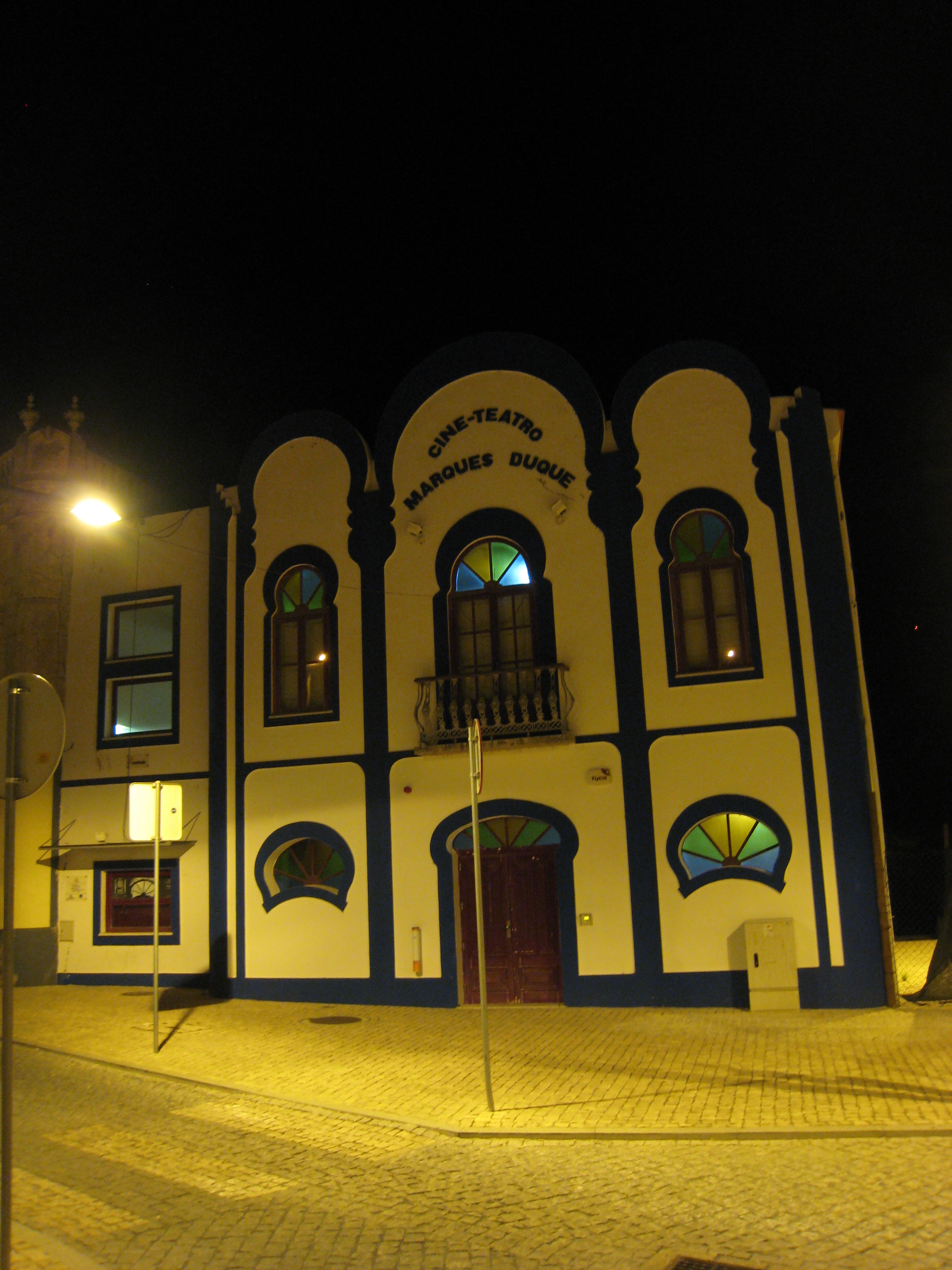
Vista do teatro de noite, em 2012.

## Descrição
Do ponto de vista arquitectónico, o imóvel insere-se no estilo neoislâmico, visível principalmente na sua fachada monumental, com uma parede branca dividida por linhas azuis, terminando em três arcos, e rasgada por janelas com vitrais. Está orientada de forma a ficar de frente para a praça, enquanto que o lado posterior está virado para o Rio Guadiana. No interior, o auditório está pintado em tons amarelos e vermelhos, formando desenhos geométricos, destacando-se a balaustrada metálica. Após as obras de 2005, o teatro ficou com uma lotação de 169 lugares, mais três para deficientes. No primeiro piso foram expostas algumas das máquinas de projecção de cinema.
O imóvel insere-se na zona de protecção patrimonial do Parque Natural do Vale do Guadiana e do Plano Sectorial da Rede Natura 2000, como parte do Sítio de Interesse Comunitário Guadiana.
É utilizado em eventos ligados a diversas vertentes artísticas, como peças de teatro, e concertos, além de conferências, tendo por exemplo albergado a apresentação da iniciativa Arquitetura Tradicional da Vila e do Termo de Mértola: Património construído e Turismo Cultural, organizada pelo Campo Arqueológico de Mértola em 2016.

## História
O local onde se situa o edifício foi originalmente ocupado por um templo paleocristão, que funcionou entre os séculos V a VI d.C.. Posteriormente foi ali construída uma igreja em honra de Santo António, popularmente denominada como sendo dos pescadores, que funcionou até aos finais da década de 1900. Em 1915 a autarquia fez obras de conversão da igreja numa cantina escolar, ganhando desde logo o nome de Marques Duque, que foi um professor do ensino primário. Porém, apenas cerca de dois anos depois a cantina foi demolida, tendo no seu local sido instalado o presente edifício, que nos primeiros tempos funcionou apenas como teatro, tendo depois sido adaptado igualmente ao cinema.
O teatro encerrou nos finais da década de 1990, por se encontrar num avançado estado de deterioração. Reabriu em 2005, após extensas obras de reabilitação, tendo-se respeitado a traça original do edifício.
Em 2023, previa-se que o Cineteatro de Mértola seria um dos contemplados pelo programa Odisseia Nacional do Teatro Nacional D. Maria II, que tinha como finalidade disseminar a atividade artística daquela instituição, através da realização de exposições, concertos e peças de teatro, entre outros espectáculos.